# Compressorhead
Compressorhead is een Duitse rockband die bestaat uit robots die fysiek op instrumenten spelen. De robots zijn deels uit gerecycled metaal gebouwd.

## Repertoire
De band speelt muziek van bekende rock- en metalbands zoals Motörhead, AC/DC, Pantera en Ramones.

## Bezetting
- "Fingers" – gitarist. Heeft twee handen met samen 78 vingers die aan de gitaar vast zitten. Gebouwd in 2009.
- "Bones" – basgitarist. Heeft twee handen met vier vingers aan elke hand die gebruikt worden om de snaren te plukken; staat gemonteerd op rupsbanden zodat hij heen en weer kan rijden over het podium. Gebouwd in 2012.
- "Stickboy" – drummer. Heeft vier armen waaraan drumstokjes bevestigd zijn. Heeft twee benen om de bass drum te bespelen. Zijn hoofd (met metalen hanenkam) kan headbangen. Gebouwd in 2007.
- "Junior" – hihat. Assistent van de drummer. Gebouwd in 2007.